# Blauwe plekken (kinderboek)
Blauwe plekken is een kinderboek uit 1992 van Anke de Vries. Het thema van het boek is kindermishandeling. Het boek heeft de Prijs van de Nederlandse Kinderjury gekregen in twee leeftijdscategorieën.

## Verhaal
Judith woont in Den Haag met haar moeder en haar broertje Dennis. Haar ouders zijn gescheiden en haar vader woont in Duitsland, waardoor haar moeder in haar eentje de twee kinderen moet opvoeden. Dennis is haar lieveling en kan niets verkeerd doen, maar als Judith iets verkeerd doet, wordt ze door haar moeder geslagen. Haar moeder verliest regelmatig haar zelfbeheersing en slaat en schopt Judith bont en blauw, hoewel ze wel meteen spijt heeft en Judith daarna ook verwent. Om de blauwe plekken te verbergen, draagt Judith daarom vaak coltruien en doet ze niet mee met gym. Soms wordt ze in het gezicht geslagen, dan houdt haar moeder haar thuis.
Op een dag komt Michiel bij Judith in de klas en al snel worden ze vrienden. Michiel heeft zelf ook het een en ander te stellen gehad met zijn vader. Hij was met zijn vader naar de Verenigde Staten verhuisd, maar deze had geen enkel begrip voor de dyslexie van Michiel. Ook had hij geen enkele consideratie dat Michiel door de voortdurende verhuizingen voor zijn werk geen stabiele jeugd kreeg. Eigenlijk behandelde hij Michiel, al was hij nog zo klein, als een volwassene. Michiel liep weg, maar werd gevonden en teruggebracht. Uiteindelijk is hij bij zijn oom en tante in Nederland komen te wonen. Hij mag Judith graag, omdat ze hem doet denken aan zijn speelkameraadje in Amerika.
Intussen krijgt Judiths moeder een nieuwe vriend, Nico. Hij steelt echter van haar. Judith wordt door haar moeder beschuldigd van de diefstallen, ook al had ze Nico zelf zien stelen. Haar eigen moeder gelooft haar niet en geeft haar opnieuw een pak slaag.
Judith gaat iedere middag bij Michiel eten. Daar, bij zijn tante Elly, ontdekt ze hoe een gezinsleven ook kan zijn. Als de blauwe plekken worden ontdekt, vertelt Judith dat ze regelmatig door een stel jongens in de buurt wordt opgewacht en in elkaar geslagen. Als Michiel met Judith meegaat naar huis omdat  hij haar wil beschermen tegen die "rotjongens", en ook op bezoek komt als ze weer eens "ziek" is, verbiedt Judiths moeder haar om nog met Michiel om te gaan. Ze geeft Judith zo'n genadeloos pak slaag dat ze een hersenschudding oploopt.
Wanneer haar tante Lies langskomt, ontdekt Judith de reden waarom ze geslagen wordt door haar moeder. Haar moeder was zelf ook als kind mishandeld door haar eigen moeder, Judiths oma. Naast Lies had Judiths moeder ook een broertje, Dicky. Dicky was, net als Dennis, de lieveling. Op een dag, als Judiths moeder op Dicky moet passen, zakt Dicky door het ijs tijdens het schaatsen, en overlijdt. Judiths oma is hierna haar dochter gaan negeren, en ze werd min of meer het huis uit gekeken. Judith leek al vanaf het begin sprekend op Dicky, waardoor haar moeder elke dag aan deze pijnlijke geschiedenis wordt herinnerd. Ze kan haar eigen trauma niet verwerken, en slaat er daarom bij het minste of geringste bij Judith op los.
De schoolmeester maakt zich zorgen over Judiths veelvuldige afwezigheid en probeert contact op te nemen met haar moeder voor een gesprek. Die ontwijkt de afspraken keer op keer en verhuist uiteindelijk met Judith en Dennis naar een andere stad. Michiel gaat bij haar oude huis langs en verneemt van de buurvrouw dat Judith geslagen werd door haar moeder. Zij en haar man durfden er niets van te zeggen. Later hoort Michiel dat het gezin nu in Leiden woont. Met de meester zoekt Michiel uit waar Judith op school zit en hij gaat Judith opzoeken in Leiden.
Michiel neemt Judith mee de stad in en geeft haar een knuffelbeer die hij uit de Verenigde Staten voor haar heeft meegenomen. Hij waarschuwt haar dat ze niet op deze manier door kan gaan, want het risico bestaat dat haar moeder haar op een kwade dag misschien wel doodslaat. Judith wil daar niet over nadenken en gaat naar huis. Bij thuiskomst wordt Judith direct onthaald op een pak slaag van haar moeder, omdat ze door de ontmoeting vergeten is boodschappen te doen. Haar moeder beweert dat Judith de beer van het boodschappengeld heeft gekocht en snijdt de beer stuk. Vervolgens bedreigt ze Judith met het mes, maar stort in zodra ze realiseert wat ze aan het doen is. Wanneer haar moeder weg is, pakt Judith haar spullen en vertrekt met de trein naar Michiels huis.